# Darnau
Le Darnau était un pagus (pagus Darnuensis) situé dans l'actuelle Belgique. Il correspondait aux doyennés de Fleurus et de Gembloux, au nord de la Sambre.
Vers 860, Gislebert de Maasgau, le père de Régnier Ier de Hainaut, reçut de Charles II le Chauve le comté de Lomme, qui englobait à l'époque le Darnau. Dès le Xe siècle, le Darnau a été démembré et une partie (Tongrinne, Loupoigne, Nivelles, Gembloux) est revenue aux comtes de Louvain. Le comte de Namur ne conserve du Darnau que les bailliages de Viesville et la ville de Fleurus.

## Source
- Léon Vanderkindere, La Formation territoriale des principautés belges au Moyen Âge, tome II.